# چه کسی می‌گوید (ترانه سلنا گومز و سین)
«چه کسی می‌گوید» (به انگلیسی: Who Says)یک آهنگ توسط گروه سلنا گومز و سین انجام شده‌است. پریسیلا رنها این آهنگ را با امانوئل کریاکو نوشت که آهنگ را ساخت. این آهنگ در مارس ۲۰۱۱ به عنوان تک آهنگ از آلبوم سوم "وقتی خورشید غروب می‌کند" (۲۰۱۱) منتشر شد.